# منظمة أعمال الحدود (باكستان)
منظمة أعمال الحدود (بالأردوية: مجلسِ کارہائے سرحدی))‏; (تُختصر بـ FWO )، هي منظمة هندسية عسكرية ، وواحدة من أهم قيادات العلوم والتكنولوجيا في الجيش الباكستاني . تم تكليفه وتأسيسه في عام 1966، وتضم ضباطًا في الخدمة الفعلية وعلماء ومهندسين مدنيين. منذ إنشائها في عام 1966، كان لها الفضل في بناء الجسور والطرق والأنفاق والمطارات والسدود في باكستان، بناء على أوامر من الحكومة المدنية الباكستانية .   
وتشمل أهدافها المشاريع المتعلقة بالهندسة المدنية والبناء والقتالية والهيكلية والعسكرية ويقودها اللواء كمال ظفر. قاد FWO تصميم وبناء طريق كاراكورام السريع . وتقوم ببناء البنية التحتية المدنية والعسكرية لحكومة باكستان والقوات المسلحة الباكستانية . 

## أنظر أيضاً
- ًطريق كاراكورام السريع
- ممر كارتاربور
- الجامعة الوطنية للتكنولوجيا